# Yae Utsumi
Yae Utsumi (japanisch 内海 八重 Utsumi Yae) ist eine japanische Mangaka. Sie veröffentlichte auch unter dem Pseudonym Kaoru Hakkai.

## Werdegang und Werk
Utsumis erstes kommerziell veröffentlichtes Werk war Shinkai Tsuzuri no Dokkairoku. Die Serie lief im Shōnen Magazine und erreichte gesammelt zwei Bände. Sie erzählt von den Mitgliedern einen Schul-Literaturklubs: einer neuen Mitschülerin sowie Shinkai, der eine besondere Auffassungsgabe hat, damit Rätsel an der Schule löst und heimlich selbst Romane schreibt. Es folgte von 2016 bis 2018 das Mystery-Drama Bis deine Knochen verrotten um eine Gruppe Schüler, die einen gemeinsamen Mord verheimlichen wollen und in gegenseitiges Misstrauen verfallen, als die Überreste der Leiche Jahre später verschwinden. Als erstes von Utsumis Werken erschien die Serie ab 2018 auf Deutsch, verlegt von Altraverse. Dort erschien auch das Folgewerk Die Schatten aus unserer Vergangenheit, eine Horrorgeschichte über Morde an einer Schule. Seit 2024 erscheint Utsumis neueste Serie Shiganbana.

## Bibliografie
- Shinkai Tsuzuri no Dokkairoku (新海綴の読解録, 2014, 2 Bände)
- Bis deine Knochen verrotten (骨が腐るまで Hone ga Kusaru Made, 2016–2018, 7 Bände)
- Die Schatten aus unserer Vergangenheit (なれの果ての僕ら Nare no Hate no Bokura, 2020–2021, 8 Bände)
- Shiganbana (シガンバナ, seit 2024)